# Gare de Quesnoy-sur-Deûle
Ne doit pas être confondu avec Gare du Quesnoy ou Gare de Quesnoy-le-Montant.
La gare de Quesnoy-sur-Deûle était une gare ferroviaire française de la ligne de La Madeleine à Comines-France, située sur le territoire de la commune de Quesnoy-sur-Deûle, dans le département du Nord, en région Hauts-de-France.
C'était une halte de la Société nationale des chemins de fer français (SNCF), desservie par des trains TER Hauts-de-France.

## Situation ferroviaire
Établie à 16 mètres d'altitude, la gare de Quesnoy-sur-Deûle est située au point kilométrique (PK) 13,750 de la ligne de La Madeleine à Comines-France, entre les gares ouvertes de Wambrechies et de Deûlémont.

## Histoire

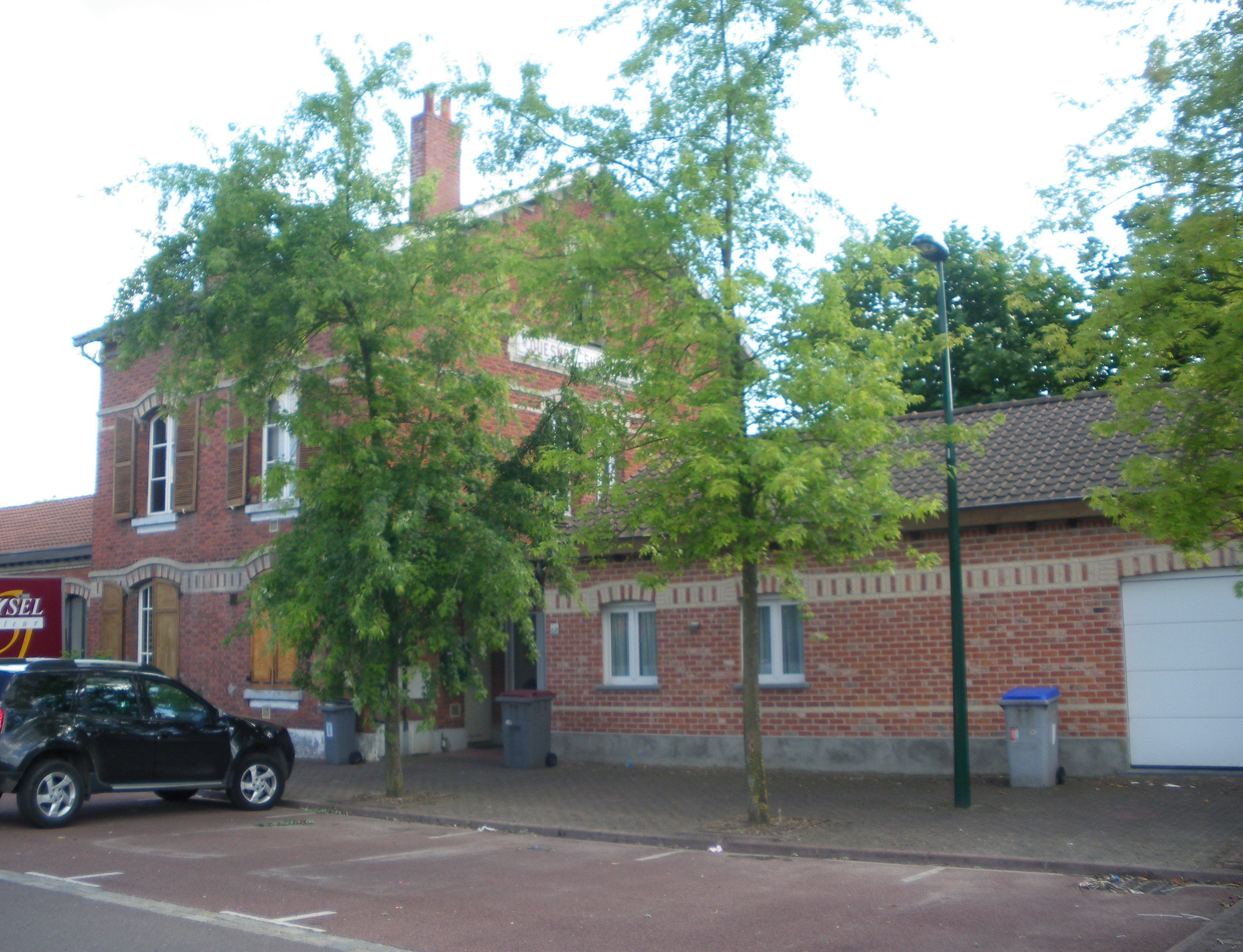
Vue de l'ancienne gare de Quesnoy-sur-Deûle.

## Service des voyageurs

### Accueil
Arrêt Routier

### Dessertes
Quesnoy-sur-Deûle était desservie jusqu'en 2019  par des trains TER Hauts-de-France qui effectuaient des missions entre les gares de Lille-Flandres et de Comines-France.

### Intermodalité
Le stationnement des véhicules est possible sur la place de la gare. Elle est desservie par des bus du réseau Ilévia (lignes : 27R, 76, 76R, 81 et 978).